# Mesocryptodesmus filicis
Mesocryptodesmus filicis är en mångfotingart som beskrevs av Christoph D. Schubart 1945. Mesocryptodesmus filicis ingår i släktet Mesocryptodesmus och familjen fingerdubbelfotingar. Inga underarter finns listade i Catalogue of Life.